# Peter van Bergen

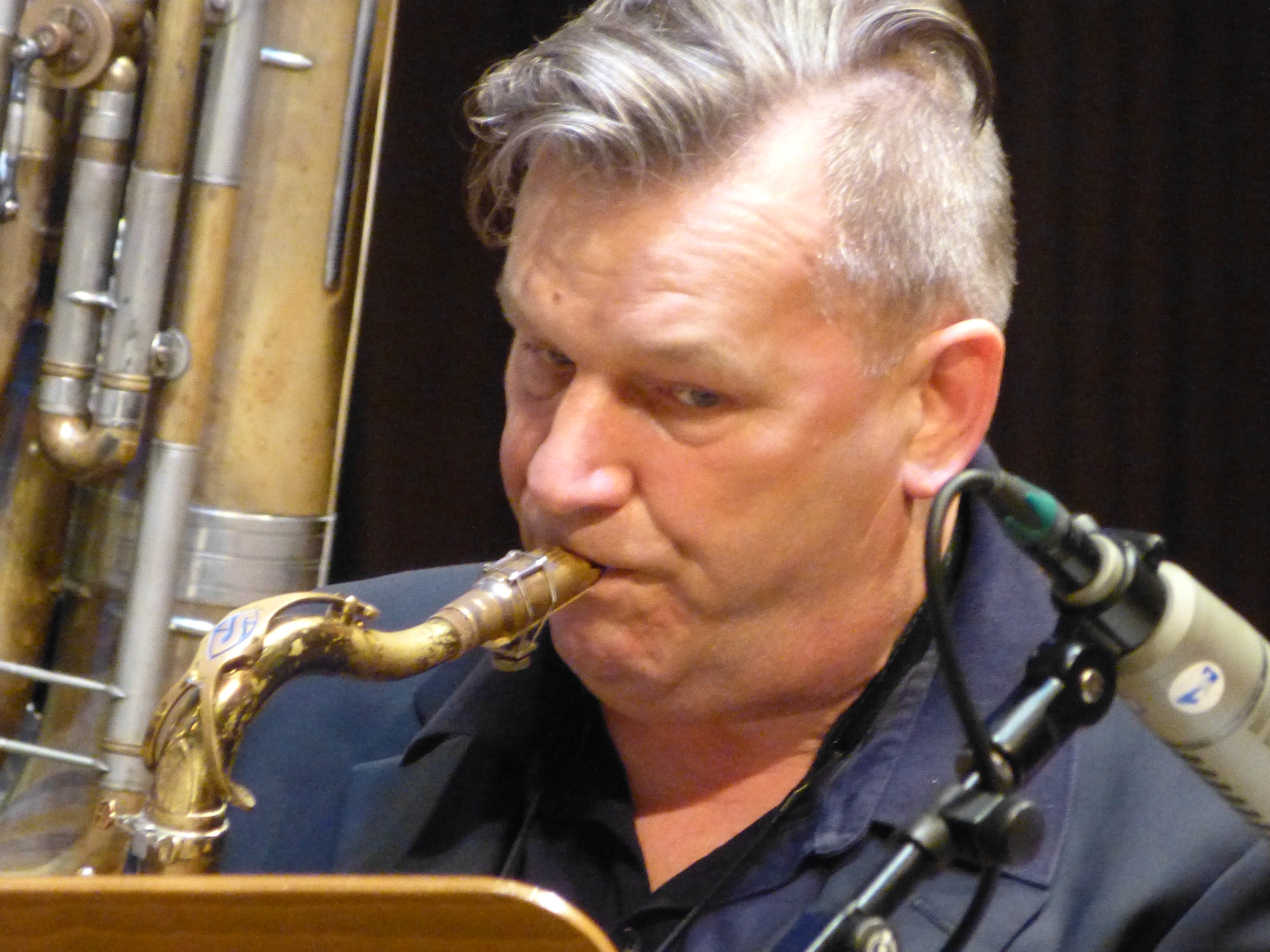
Peter van Bergen (2017 in Köln mit der David Kweksilber Big Band)

Peter J. A. van Bergen (* 1957 in Tubbergen (Provinz Overijssel)) ist ein niederländischer Saxophonist auf dem Gebiet des Free Jazz und der zeitgenössischen Musik. Der Leiter des Studio Loos ist auch als Komponist hervorgetreten.

## Wirken
Van Bergen studierte von 1980 bis 1985 am Königlichen Konservatorium von Den Haag und von 1990 bis 1992 bei Evan Parker. 1982 gründete er LOOS als Ensemble, das akustische und elektronische Musik mit Tanz, Theater und visuellen Medien verbindet.
Von 1984 bis 1986 war er Mitglied von Louis Andriessens Musikensemble Hoketus. 1985 wurde er Mitglied des Maarten Altena Ensemble. Daneben trat er u. a. mit dem European Improvisers Orchestra, dem John Carter Project und Cecil Taylors European Orchestra auf. 2003 präsentierte er sich mit dem King Übü Örchestrü beim Total Music Meeting. Aktuell gehört er zur Bigband von David Kweksilber. Weitere musikalische Partner waren u. a. Misha Mengelberg, Anthony Braxton, Han Bennink, John Zorn, Ikue Mori, Arto Lindsay, George Lewis, Derek Bailey, Günter Christmann und Radu Malfatti. Er ist der Leiter des International Institute for Improvisation. Van Bergen wirkte an der Uraufführung von Guus Janssens Oper Noach mit und führte Kompositionen von Louis Andriessen, Georg Katzer, Huib Emmer, Cornelis de Bondt und Paul Termos auf.

## Preise und Auszeichnungen

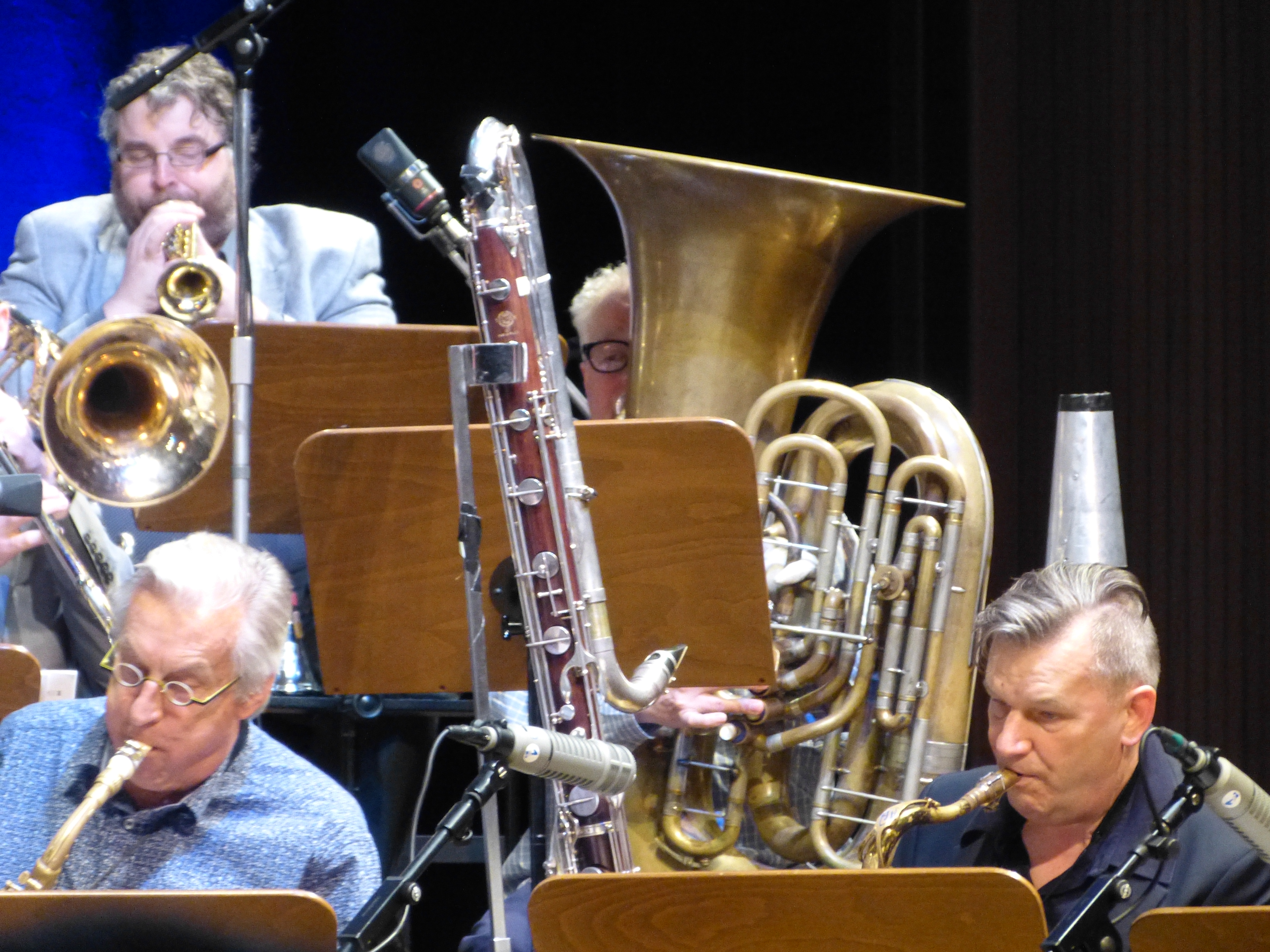
Peter van Bergen im Bläser-Zusammenspiel mit Leo van Oostrom (links), Marc Kaptijn (oben links) und Tjeerd Oostendorp an der Tuba

1987 wurde van Bergen mit dem niederländischen Podium Prijs ausgezeichnet. Das Ensemble Loos erhielt 1985 den Ooeyevaer Prijs für Neue Musik der Stadt Den Haag und 2000 den GeNeCoPrijs der niederländischen Komponisten.

## Diskographie
- Maarten Altena Octet: Rif, 1987
- Cornelis de Bondt & Ensemble Loos De Tragische Handeling, 1996 (mit Gerard Bouwhuis, Huib Emmer, Paul Koek, Patricio Wang, Paul Jeukendrup)
- Live at the BIMHuis mit Thomas Lehn, Gert-Jan Prins, 1999
- Gert-Jan Prins, Peter van Bergen, Christian Fennesz: Dawn, 2000
- Georg Gräwe, Barre Phillips, Peter van Bergen: Other Songs, 2001
- Loos Armstrong (2001, mit Gerard Bouwhuis, Huib Emmer, Johan Faber, Patricio Wang, Denis Rudge)
- Robot EP, 2004